# Governo federale di transizione
Il Governo federale di transizione (GFT) della Somalia (in somalo: Dowladda federaalka kumeelgaarka) è stato il governo riconosciuto a livello internazionale della Somalia dal 2004 al 2012, quando è stato ufficialmente sostituito dal Governo federale della Somalia.

## Storia
Il Governo federale di transizione  della Repubblica di Somalia ha avuto una tumultuosa storia: è il più recente tentativo di ripristinare le istituzioni nazionali per la Somalia dopo la caduta di Siad Barre nel 1991 e lo scoppio della guerra civile somala. Il paese è stato per più di un decennio in mano a fazioni tribali e signori della guerra.
Si è stabilito come una delle istituzioni federali di transizione (IFT) di governo, come definito nella Carta transizionale federale (CTF), adottata nel novembre 2004 da parte del Parlamento federale di transizione (PFT). Il governo è sostenuto da Etiopia, gli Stati Uniti e le Nazioni Unite.
Il GFT ha avuto poco potere in gran parte della Somalia fino al 2006, quando con l'invasione etiope la rivale Unione delle corti islamiche  è stata rovesciata. Il governo, appoggiato da truppe etiopiche, è in conflitto con i ribelli islamici e le varie milizie. (Vedi guerra in Somalia dal 2006 a oggi).

## Governo
Il GFT ufficialmente comprende il ramo esecutivo del governo, mentre il PTF il ramo legislativo. Il governo è guidato dal presidente della Somalia, al quale il governo si rapporta attraverso il primo ministro. Tuttavia, il termine "governo federale di transizione" è anche utilizzato come un termine generale, per riferirsi a tutti e tre i rami.
Nur Hassan Hussein è il primo ministro della Somalia. Egli è stato scelto dal presidente Abdullahi Yusuf Ahmed a guidare il gabinetto il 22 novembre 2007, e ha nominato un nuovo governo il 2 dicembre del 2007. 

## Primo ministro
- Nur Hassan Hussein (2007-2009)
- Omar Abdirashid Ali Sharmarke (2009-2010)
- Mohamed Abdullahi Mohamed (2010-2011)
- Abdiweli Mohamed Ali (2011-2012)
- Abdi Farah Shirdon Saaid (2012-2013)
- Abdiweli Sheikh Ahmed (2013-2014)
- Omar Abdirashid Ali Sharmarke (2014-2017)
- Hassan Ali Khayre (2017-in carica)